# Montana
Montana (englische Aussprache [mɑnˈtʰænə] ⓘ) ist ein Bundesstaat im Nordwesten der Vereinigten Staaten und Teil der Mountain States bzw. der Region Mountain West.  Er grenzt im Westen an Idaho, im Osten an North Dakota, im Südosten an South Dakota, im Süden an Wyoming und im Norden an die kanadischen Provinzen Alberta, British Columbia und Saskatchewan. Die Hauptstadt ist Helena, die bevölkerungsreichste Stadt ist Billings (117.000 Einwohner). Weitere bedeutende Städte sind Missoula, Great Falls und Bozeman. Die westliche Hälfte des Bundesstaates umfasst zahlreiche Gebirgszüge als Teil der Rocky Mountains, während die östliche Hälfte durch westliches Prärieland und die Badlands geprägt ist, mit kleineren Gebirgszügen, die über den gesamten Bundesstaat verteilt sind.
Der Name des Staates leitet sich ab vom spanischen montaña, dieses wiederum vom lateinischen montanus (beides dt. „Berg“, „bergig“, „gebirgig“). Der Name ist auch ein Hinweis auf die Bodenschätze dieses Bundesstaates; auch sein Spitzname Treasure State („Staat der Schätze“) begründet sich durch die Vielzahl an Bodenschätzen wie Erdöl, Kohle, Kupfer, Silber oder Gold, die praktisch alle durch Bergbau gehoben werden und einen wichtigen Teil zur Wirtschaft des Staates beitragen.
Mit 380.838 km² ist Montana nach Alaska, Texas und Kalifornien der viertgrößte Bundesstaat der USA und dabei geringfügig größer als Deutschland; im Bundesstaat leben aber mit knapp über einer Million Einwohnern nur etwa 0,3 % der US-Gesamtbevölkerung: Dünner besiedelt sind im Land nur Wyoming und Alaska. Außerdem ist die Bevölkerung mit 89 % Weißen sehr homogen. Die größte ethnische Minderheit stellen Nachfahren der amerikanischen Ureinwohner dar (6,7 %). Als dünn besiedelter, landwirtschaftlich geprägter Flächenstaat gilt Montana seit jeher als konservativ und republikanisch geprägt.
Der größte Teil Montanas kam 1803 mit dem Louisiana-Purchase von Frankreich unter amerikanische Herrschaft und wurde kurz darauf von der Lewis-und-Clark-Expedition erkundet. Pelztierjäger folgten und waren bis zur Entdeckung von Gold im Jahr 1852 die wichtigste wirtschaftliche Aktivität in der kaum entwickelten Region. Der darauf folgende Goldrausch sowie die Verabschiedung des Homestead Acts im Jahr 1862 führten zu einer starken Zuwanderung amerikanischer Siedler nach Montana. Das rasante Bevölkerungswachstum und die rapide Entwicklung gipfelten am 8. November 1889 in der Staatsgründung auf Basis des Montana-Territoriums. Der Bergbau, insbesondere in der Umgebung von Butte und Helena, blieb bis Mitte des 20. Jahrhunderts der wichtigste Wirtschaftsfaktor des Bundesstaates.
Heute basiert die Wirtschaft hauptsächlich auf Landwirtschaft, darunter Viehzucht und Getreideanbau. Weitere wichtige wirtschaftliche Ressourcen sind Öl, Gas, Kohle, Bergbau und Holz. Auch die Bereiche Gesundheitswesen, Dienstleistungen, Verteidigung und Verwaltung sind für die Wirtschaft des Bundesstaates von Bedeutung. Der am schnellsten wachsende Sektor in Montana ist der Tourismus mit 12,6 Millionen Touristen, die den Bundesstaat jedes Jahr besuchen (Stand 2019). Beliebte Ziele sind vor allem der Glacier National Park im Nordwesten des Staates, der Flathead Lake, sowie die zahlreichen Skigebiete. Montana ist kein Konzernsitz von einem Fortune-500-Unternehmen, hat aber eine Vielzahl regionaler Marken, die in ihrer jeweiligen Nische (z. B. Outdoor, Western, Landwirtschaft) überregionale Strahlkraft haben. Die Tech-Szene in Bozeman wächst zudem langsam, getragen von Zuzug und nähe zur örtlichen Universität.
Die Kultur Montanas vereint Elemente der Cowboy- und Pioniertradition, indigener Völker, jagd- und naturbasierter Lebensweisen sowie regionaler Musik- und Handwerkskunst; zugleich entwickeln sich in Universitätsstädten wie Missoula und Bozeman lebendige Szenen für Literatur, alternative Musik, Bildende Kunst und nachhaltige Gastronomie.

## Geographie
Im Norden grenzt Montana an die kanadischen Provinzen British Columbia, Alberta und Saskatchewan, im Osten liegen die US-Bundesstaaten North Dakota und South Dakota, im Süden Wyoming sowie im Südwesten und Westen Idaho. Der Westen Montanas besteht aus hohen, zerklüfteten Bergen (siehe Rocky Mountains), während der Osten durch weite Ebenen (siehe Great Plains) geprägt ist. Mit geschätzten rund 117.000 Einwohnern (Volkszählung 2020) ist Billings die größte Stadt in Montana. In Montana liegt der Glacier-Nationalpark sowie ein kleiner Teil des Yellowstone-Nationalparks. Der Missouri River, der Milk River, der Flathead River und der Yellowstone River sind die vier Hauptflüsse. Der kürzeste Fluss der Welt, der Roe River, fließt ebenfalls durch Montana.

### Gliederung
Der Bundesstaat gliedert sich in 56 einzelne Countys (vergleichbar mit den deutschen Landkreisen). Der Kreis mit der größten Bevölkerungszahl ist mit über 129.000 Einwohnern das Yellowstone County im Süden des Staates.

## Bevölkerung

Bevölkerung Montanas 1870–2018

Montana ist mit einer guten Million Einwohnern einer der bevölkerungsärmsten Bundesstaaten der USA. Darüber hinaus ist Montana der Bundesstaat mit der drittgeringsten Bevölkerungsdichte, nach Alaska und Wyoming. Seit den 1980er Jahren erfährt die Region Zuwanderung durch Ruheständler und Naturliebhaber, während jüngere Menschen und alteingesessene Farmerfamilien oft abwandern.
Zu 89 % besteht die Bevölkerung aus Weißen (85,9 % nicht-lateinamerikanische Weiße), gefolgt von den amerikanischen Ureinwohnern (Indianern) mit 6,6 %. Lateinamerikaner machen 4 % aus.
Die 13 Indianerstämme sind die Kootenai, Blackfoot, Assiniboine, Nördliche Cheyenne, Salish und Anishinabe, Cree, Pend d’Oreille, Gros Ventre, Chippewa, Sioux, Crow und Little Shell. Zirka zwei Drittel von ihnen leben heute in Reservaten. Zwischen 2000 und 2010 ist die indianische Bevölkerung um 18 % gewachsen.

### Indianerreservate

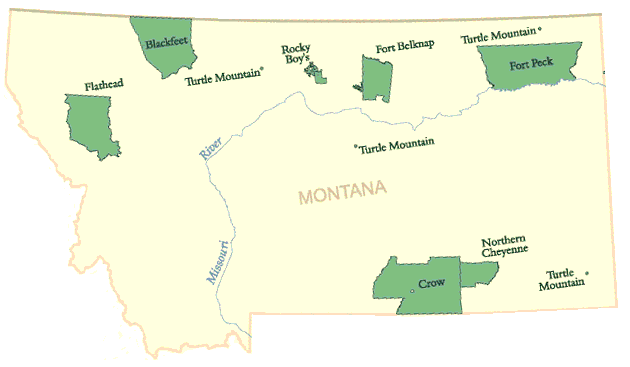
Indianerreservate in Montana

Es gibt sieben Indianerreservate in Montana, die sich auf zwölf Stämme verteilen. Hinzu kommt der Little Shell Tribe, der kein Reservat hat. Die Reservate sind:
- Blackfeet Indian Reservation (Blackfeet)
- Crow Reservation (Absarokee)
- Flathead-Indianer-Reservat (Salish, Pend d’Oreille und Kutenai)
- Fort Belknap Reservation (Gros Ventre, Assiniboine)
- Fort Peck Indian Reservation (Dakota, Assiniboine)
- Northern Cheyenne Indian Reservation (Cheyenne)
- Rocky Boy’s Reservation (Cree, Chippewa)

### Religionen
Die mitgliederstärksten Religionsgemeinschaften im Jahre 2000 waren die Katholische Kirche mit 169.250, die Evangelisch-Lutherische Kirche in Amerika mit 50.287 und die Kirche Jesu Christi der Heiligen der Letzten Tage (Mormonen) mit 32.726 Anhängern.

### Größte Städte

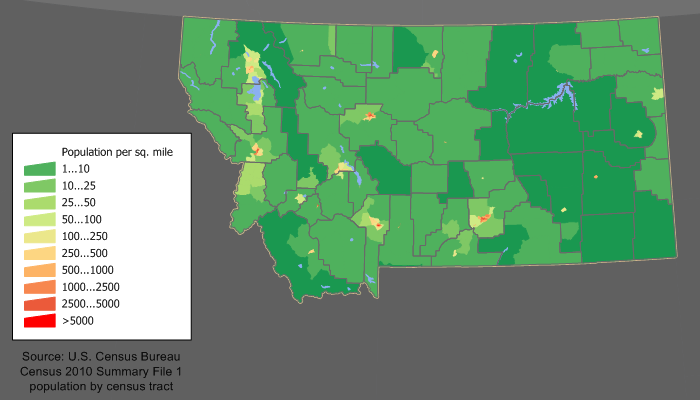
Bevölkerungsdichte

| Ort                 |             |  |         | Einwohner |
| Billings            | Billings    |  | 117.116 | 117.116   |
| Missoula            | Missoula    |  | 73.489  | 73.489    |
| Great Falls         | Great Falls |  | 60.442  | 60.442    |
| Bozeman             | Bozeman     |  | 53.239  | 53.239    |
| Butte               | Butte       |  | 34.494  | 34.494    |
| Helena              | Helena      |  | 32.091  | 32.091    |
| Kalispell           | Kalispell   |  | 24.558  | 24.558    |
| Quelle: Census 2020 |             |  |         |           |

## Geschichte

### Frühgeschichte

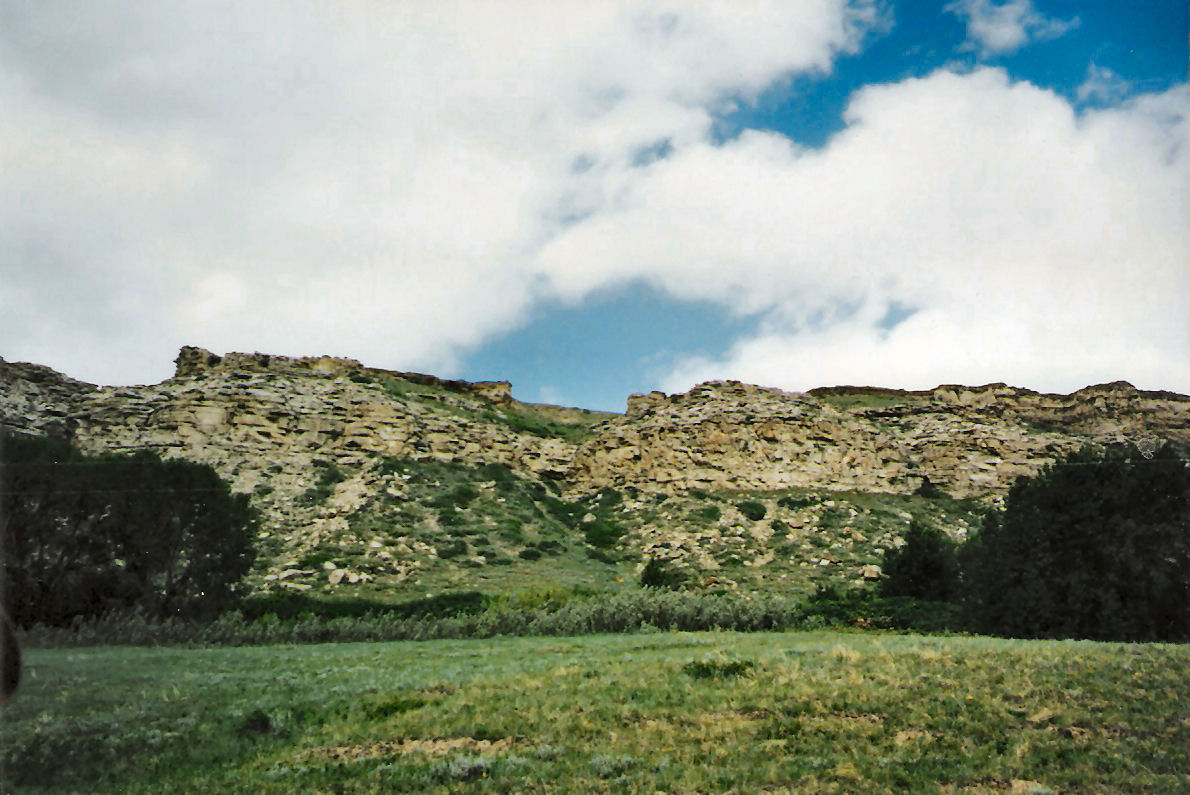
Madison Buffalo Jump State Park

Wie der Fund der Buhl-Frau im benachbarten Idaho zeigt, kann man in der Region mit sehr frühen nacheiszeitlichen Bewohnern rechnen, die vor mehr als 10.000 Jahren hier auftauchten. Weiter südlich, in Boulder (Colorado), fand man im Mai 2008 83 Werkzeuge, die rund 13.000 Jahre alt sind. Zu den ältesten Fundstätten im Bundesstaat zählen die Stätten von Indian Creek, Mill Iron und Myers-Hindman. Indian Creek, ein kurzzeitig bewohntes Lager, ist rund 11.000 Jahre alt, Mill Site, ein wohl nur einmal genutzter Jagd- und Speiseplatz etwa 10.700 Jahre, Myers-Hindman, ein Dauerlager rund 9000 Jahre alt. Die Barton Gulch Site im Südwesten Montanas zählt bereits zur späten paläoindianischen Epoche.
Eine dünne Besiedlung fand während der folgenden archaischen Phase (6000 v. Chr. bis 500 n. Chr.) hier und östlich der Rocky Mountains statt. Diese Phase ist durch zunehmende Trockenheit gekennzeichnet. Frühe Wickiups wurden um 3000 v. Chr. von Tipis verdrängt. Zur Jagd wurde der Atlatl eingesetzt, der um 500 durch Pfeil und Bogen ersetzt wurde. Buffalo Jumps nahmen zu, ebenso wie die Konzentration auf die als Büffel bezeichneten Bisons, die an solchen Stellen in die Tiefe gestürzt wurden. Solche Stellen finden sich am Madison Buffalo Jump oder am Ulm Pishkun. Nicht vor 1730 ersetzte das Pferd zunehmend den Hund als Transporttier, wenn auch das Travois als einfaches Transportmittel beibehalten wurde.
Die heute in Montana ansässigen Stämme der Indianer sind relativ spät eingewandert. Die meisten von ihnen lebten ursprünglich viel weiter östlich. Dabei haben einige von ihnen sehr komplizierte Wanderungen durchlebt. So lebten die Kutenai östlich der Rocky Mountains. Folgt man der mündlichen Tradition, so lebten sie rund 600 Jahre zuvor noch am Lake Michigan. Sie zogen auf die Tobacco Plains am Kootenai River in Montana und in British Columbia. Die Gruppe spaltete sich in eine Obere, die Upper Kutenai, deren Lebensweise stark von der Büffeljagd beeinflusst wurde, wohingegen die Lower Kutenai sesshaft wurden. Die Jennings Band oder Agiyinik, die zu den Upper Kutenai zählte, bildete um 1850 einen Stamm von rund 700 Mitgliedern. Sie lebten zunächst um Jennings in Montana, wanderten ostwärts in die Gegend des späteren Kalispell, dann südwärts nach Elmo. Eine Gruppe, die Libby Montana zog in die Gegend um Fort Steele in British Columbia. Vor 1855 zogen die Libby und Jenning Band an den oberen Flathead Lake in Montana.
Eine der ersten Gruppen, die westwärts zog, waren wohl die Blackfoot, auch wenn sie erst um 1730 Reiternomaden wurden. Ihre Kultur lässt sich wahrscheinlich bis ins 8. Jahrhundert zurückverfolgen.
Die Salish oder Flathead, die zu den Binnen-Salish gehören, kamen eher aus Westen, wo ihre Verwandten, die Küsten-Salish, überwiegend von Fischfang lebten. Die im Hinterland lebenden Salish-Gruppen mussten sich der trockenen Landschaft auch kulturell anpassen und wurden ebenso Reiternomaden, wie ihre Nachbarn.
Die Absarokee kamen erst im 18. Jahrhundert, gleichfalls von den Großen Seen nach Montana, in dessen Süden sie lebten. Jedoch erstreckte sich ihr Gebiet sehr viel weiter nach Süden. Das Gebiet um Billings war allerdings bereits vor rund 2100 Jahren bewohnt. Die in Montana als Crow bezeichneten Absarokee (Apsáalooke) hatten wohl die größten Pferdeherden und besaßen 1914 rund 30 bis 40.000 Tiere.
Die Cheyenne wurden von den Anishinabe gleichfalls im 18. Jahrhundert verdrängt und zogen nach Dakota und Colorado.
Ähnlich erging es den Sioux, die wohl ab etwa 1650 von den Irokesen nach Westen abgedrängt worden waren, und den Gros Ventre, die um 1800, von den Cree verdrängt, nach Montana kamen. Die Assiniboine sind ein im 17. Jahrhundert abgespaltener Lakota-Stamm, der wohl ebenfalls von Irokesen westwärts verdrängt worden ist.
Bis auf die frühen Zuwanderer ist allen Gruppen gemein, dass sie von Stämmen verdrängt wurden, die gegen Pelze von Europäern mit Waffen ausgerüstet worden waren. Die Besiedlung Montanas ist eine ungewollte Fernwirkung des europäischen Handels.

### Erste Europäer
Die beiden Händler Louis-Joseph Gaultier de La Vérendrye und François de La Vérendrye erreichten 1743 als erste Europäer das Gebiet des heutigen Montana.
Am 30. April 1803 erwarben die USA das französische Louisiana, zu dem auch das spätere Montana gehörte. Die Lewis-und-Clark-Expedition fuhr den Columbia River hinab bis zur Pazifikküste, wo sie den Winter von 1805 auf 1806 verbrachte. Meriwether Lewis kartografierte auf der Rückreise den Marias River. William Clark hinterließ am 25. Juli 1806 seinen Namen am Pompeys Pillar rund 40 km nordöstlich von Billings. Die vierköpfige Gruppe um Lewis traf auf Piegan-Blackfoot, von denen zwei bei einem Streit um Waffen durch Expeditionsteilnehmer getötet wurden. Clark betrat währenddessen das Crow-Gebiet. Die Crow stahlen ihm einige Pferde, ohne dass er auch nur einen einzigen von ihnen zu Gesicht zu bekam.

### Goldrausch und Bevölkerungswachstum
1846 überließ Großbritannien im Zuge des Oregon-Kompromisses den USA auch den Nordwesten Montanas, das allerdings von 1861 bis 1864 Teil des Dakota-Territoriums war. 1862 begann der Goldrausch am Grasshopper Creek und später in Virginia City und lockte tausende in das dünn besiedelte Gebiet; die Indianer waren vorher in Reservate gezwungen worden. Bereits 1864 wurde Montana zu einem eigenständigen Territorium, Virginia City bis 1875 die Hauptstadt.
Fort Shaw wurde auf Anordnung des Kongresses 1867 westlich von Great Falls errichtet. Weitere Posten waren Camp Cooke am Judith River und Fort C.F. Smith am Bozeman Trail. Fort Shaw konnte bis zu 450 Soldaten beherbergen und bewachte bis 1891 die Versorgungslinie nach Fort Benton.

### Kriege zwischen den USA und den Indianern
Die Schlacht am Little Bighorn, bei der Ende Juni 1876 in Ost-Montana eine Kavallerieeinheit von 257 Mann unter George Armstrong Custer von Lakota, Arapaho und Cheyenne aufgerieben wurde, hatte zur Folge, dass zahlreiche Cheyenne später nach Süden deportiert wurden. Doch ein Teil von ihnen kehrte unter Little Wolf nach Montana zurück. 1877 zogen die Nez Percé auf ihrer Flucht vor den Truppen des amerikanischen Heeres durch Montana und wurden in den Bear Paw Mountains südlich der Grenze zu Kanada gestoppt und zur Aufgabe gezwungen.
Auf der kanadischen Seite wehrten sich die Métis unter Louis Riel bis 1884 gegen ihre Verdrängung. Einige von ihnen waren bereits um 1850 nach Dakota gezogen. Nach dem Scheitern des Aufstands kamen zahlreiche kanadische Métis nach Montana, doch erhielten sie, da sie in den Augen der Regierung keine Indianer, sondern Mischlinge waren, kein Reservat. Dies betrifft bis heute den Stamm Little Shell.

### Vom Territorium zum Bundesstaat
Zwischen 1864 und 1889 wurde Montana als Territorium organisiert. Es entstand aus der Umbildung des größeren Idaho-Territoriums. Im ersten Jahr als Territorium war Bannack die Hauptstadt. Es wurde jedoch schon 1865 von Virginia City als Capitol City abgelöst. 1875 wurde die Hauptstadt nach Helena verlegt. Die Aufnahme als Bundesstaat in die USA erfolgte 1889 – Montana wurde somit 41. Bundesstaat.

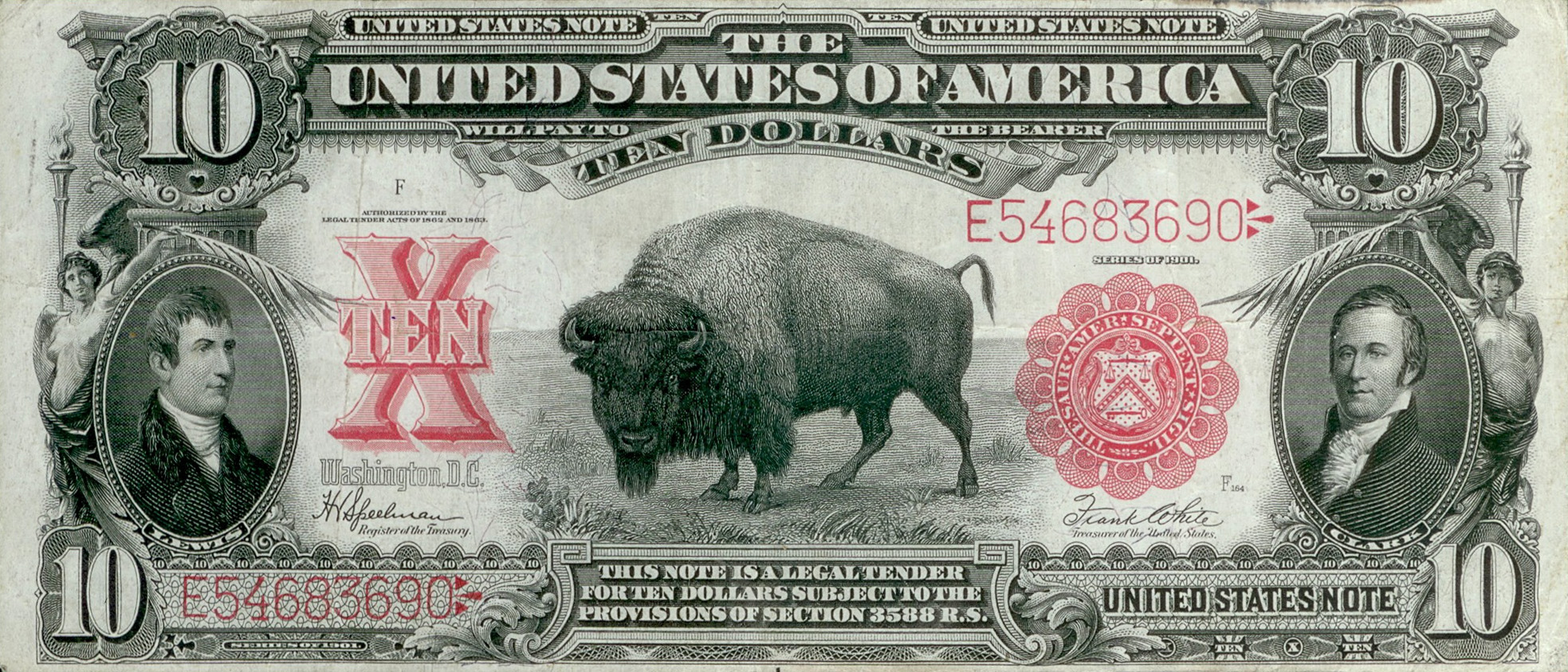
Dollarnote von 1901 mit Bison

Die Einstellung zu den Büffeln änderte sich ebenso wie zur Erhaltung der ökologischen Besonderheiten des Bundesstaats. 1908 entstand als erstes Schutzgebiet die National Bison Range im Westen Montanas; 1910 erfolgte auf dem drastisch reduzierten Gebiet der Blackfeet die Gründung des Glacier-Nationalparks.
1917 zog die Republikanerin Jeannette Rankin als erste Frau in das Repräsentantenhaus der Vereinigten Staaten ein.
1973 erhielt Montana eine neue Verfassung.
1988 traf das Land die schwerste Dürrekatastrophe seit den 1930er Jahren.

## Politik
| Jahr | Republikaner    | Demokraten      |
| ---- | --------------- | --------------- |
| 2024 | 58,39 % 352.079 | 38,46 % 231.906 |
| 2020 | 56,92 % 343.602 | 40,55 % 244.786 |
| 2016 | 55,65 % 279.240 | 35,41 % 177.709 |
| 2012 | 55,30 % 267.928 | 41,66 % 201.839 |
| 2008 | 49,49 % 243.882 | 47,11 % 232.159 |
| 2004 | 59,07 % 266.063 | 38,56 % 173.710 |
| 2000 | 58,44 % 240.178 | 33,36 % 137.126 |
| 1996 | 44,11 % 179.652 | 41,23 % 167.922 |
| 1992 | 35,12 % 144.207 | 37,63 % 154.507 |
| 1988 | 52,07 % 190.412 | 46,20 % 168.936 |
| 1984 | 60,47 % 232.450 | 38,18 % 146.742 |
| 1980 | 56,82 % 206.814 | 32,43 % 118.032 |
| 1976 | 52,84 % 173.703 | 45,40 % 149.259 |
| 1972 | 57,93 % 183.976 | 37,85 % 120.197 |
| 1968 | 50,60 % 138.835 | 41,59 % 114.117 |
| 1964 | 40,57 % 113.032 | 58,95 % 164.246 |
| 1960 | 51,10 % 141.841 | 48,60 % 134.891 |
| 1956 | 57,13 % 154.933 | 42,87 % 116.238 |

Der Gouverneur ist das Regierungsoberhaupt, wird alle vier Jahre von den Wahlberechtigten gewählt, eine Wiederwahl ist möglich. Nach zwei unmittelbar aufeinanderfolgende Amtszeiten ist eine Unterbrechung vor einer erneuten Wiederwahl notwendig. Weitere durch Wahl bestimmte Posten sind die des Vizegouverneurs (Lieutenant Governor), des Staatsministers (Secretary of State), des Generalstaatsanwalts (Attorney General), des Kultusministers (Superintendent of Public Instruction) sowie des Rechnungsprüfers (Auditor). Der gegenwärtige Gouverneur ist Greg Gianforte (* 1961, Republikaner).
Der Senat von Montana (50 Mitglieder gewählt auf vier Jahre) und das Repräsentantenhaus von Montana (100 Mitglieder gewählt auf zwei Jahre) bilden zusammen das Zweikammernsystem der Legislative. Auf nationaler Ebene wird Montana durch zwei Senatoren und einen Abgeordneten des Repräsentantenhauses vertreten. Als dünn besiedelter Bundesstaat hat Montana bei den Präsidentenwahlen nur drei Wahlmännerstimmen. Die zwei gegenwärtigen US-Senatoren aus Montana sind die Republikaner Steve Daines und Tim Sheehy. Abgeordneter im US-Repräsentantenhaus ist der Republikaner Matt Rosendale.
Traditionell werden in Montana bei den Präsidentschafts- und Gouverneurswahlen meist die Republikaner bevorzugt, während die Demokraten bei den Wahlen zum Kongress mehr Stimmen erhalten. Herausragende politische Persönlichkeiten aus Montana waren Mike Mansfield (1903–2001) und Jeannette Rankin (1880–1973). Mansfield war von 1961 bis 1977 demokratischer Mehrheitsführer im US-Senat und später US-Botschafter in Japan. Rankin war die erste Frau, die in das Repräsentantenhaus gewählt wurde; dort vertrat sie konsequent ihre pazifistische Einstellung und stimmte sowohl während des Ersten als auch während des Zweiten Weltkrieges gegen den Kriegseintritt der USA.

### Gouverneure
- Liste der Gouverneure von Montana
- Liste der Vizegouverneure von Montana

### Kongress
- Liste der Senatoren der Vereinigten Staaten aus Montana
- Liste der Mitglieder des US-Repräsentantenhauses aus Montana

### Mitglieder im 119. Kongress
Zwischen 1990 und 2021 entsandte der Bundesstaat nur einen Abgeordneten in das US-Repräsentantenhaus nach Washington, D.C. Im Jahr 2021 erhielt Montana aufgrund seiner gewachsenen Bevölkerung einen zweiten Sitz im Repräsentantenhaus zugeteilt. Seither ist der Bundesstaat in zwei Kongresswahlbezirke (congressional districts) eingeteilt: den 1. Kongresswahlbezirk (westlich, das Vorland der Rocky Mountains) und den 2. Kongresswahlbezirk (östlich, die Ebenen). Die Wählerschaft des 1. Kongresswahlbezirks gilt traditionell als etwas liberaler eingestellt als die des 2. Wahlbezirks.
|  | Name         | Mitglied seit | Parteizugehörigkeit |
|  | ------------ | ------------- | ------------------- |
|  | Troy Downing | 2025          | Republikaner        |
|  | Ryan Zinke   | 2023          | Republikaner        |

|  | Name                        | Mitglied seit | Parteizugehörigkeit |
|  | --------------------------- | ------------- | ------------------- |
|  | Tim Sheehy                  | 2025          | Republikaner        |
|  | Steven David „Steve“ Daines | 2015          | Republikaner        |

## Kultur und Sehenswürdigkeiten
Montanas herausragende Sehenswürdigkeit ist der Glacier-Nationalpark. Rund 80 Prozent der auswärtigen Parkbesucher kommen gezielt des Parks wegen nach Montana, und Touristen, die Montana wegen der Natur besuchen, bleiben länger und geben mehr Geld im Staat aus als alle anderen Besucher. Dazu kommt an der Südgrenze des Bundesstaates der Yellowstone-Nationalpark, von dem drei Prozent in Montana liegen. Andere Touristenattraktionen sind das Little Bighorn Battlefield National Monument, die frühere Hauptstadt von Montana Virginia City, die Geisterstadt Nevada City, die Grant-Kohrs Ranch National Historic Site und das Museum für die Geschichte der Prärieindianer in Browning.

### Nationalparks
| Nationalpark                                                                                             | Lage                                                                      | Ansicht |
| --- | ------------------------------------------------------------------------- | ------- |
| Glacier-Nationalpark (Vereinigte Staaten) - Montana - 2.366.056 Besucher (2015) - gegründet 11. Mai 1910 | Glacier-Nationalpark (Vereinigte Staaten) · Karte der Vereinigten Staaten |         |
| Yellowstone-Nationalpark - Wyoming, Montana, Idaho - 4.097.710 Besucher (2015) - gegründet 1. März 1872  | Yellowstone-Nationalpark · Karte der Vereinigten Staaten                  |         |

### Natur- und Kulturdenkmäler
Montana verfügt über viele Naturparks und State Parks.
- Big Hole National Battlefield
- Bighorn Canyon National Recreation Area
- Grant-Kohrs Ranch National Historic Site
- Lewis & Clark National Historic Trail
- Little Bighorn Battlefield National Monument
- Pompeys Pillar National Monument
- Upper Missouri River Breaks National Monument

### Sport
In den USA populäre Sportarten wie Baseball werden auch in Montana betrieben, und es gibt eine Reihe von Teams, die in der Minor League spielen. Große Bedeutung besitzen Natur- oder Outdoor-Sportarten wie Wandern, Fischen, Jagen und Klettern. Im Winter ist der Skisport populär. Es gibt 16 Skigebiete; die zwei bekanntesten sind wohl Bridger Bowl bei Bozeman und das Red Lodge Mountain Resort bei Red Lodge.

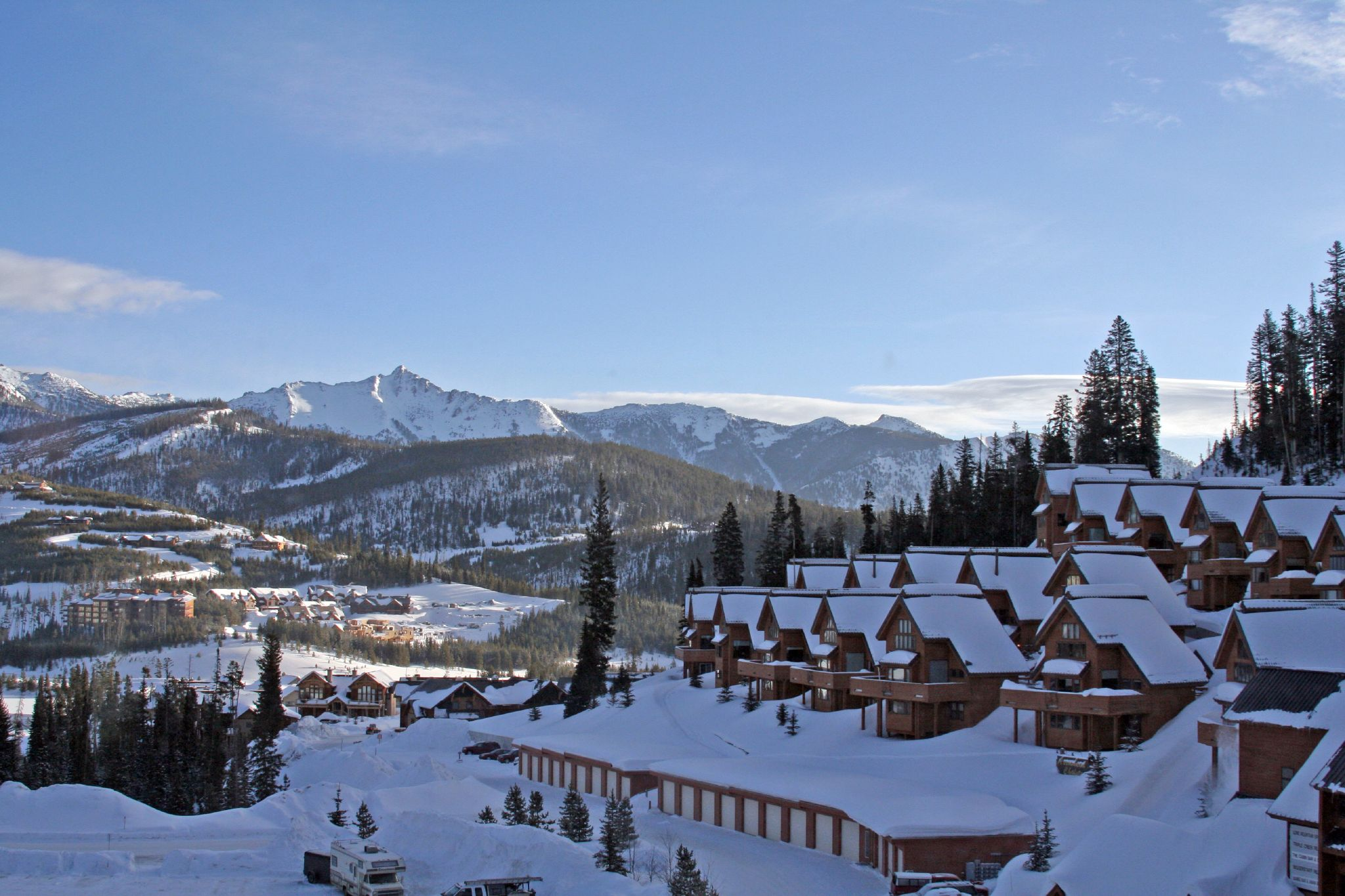
Big Sky resort
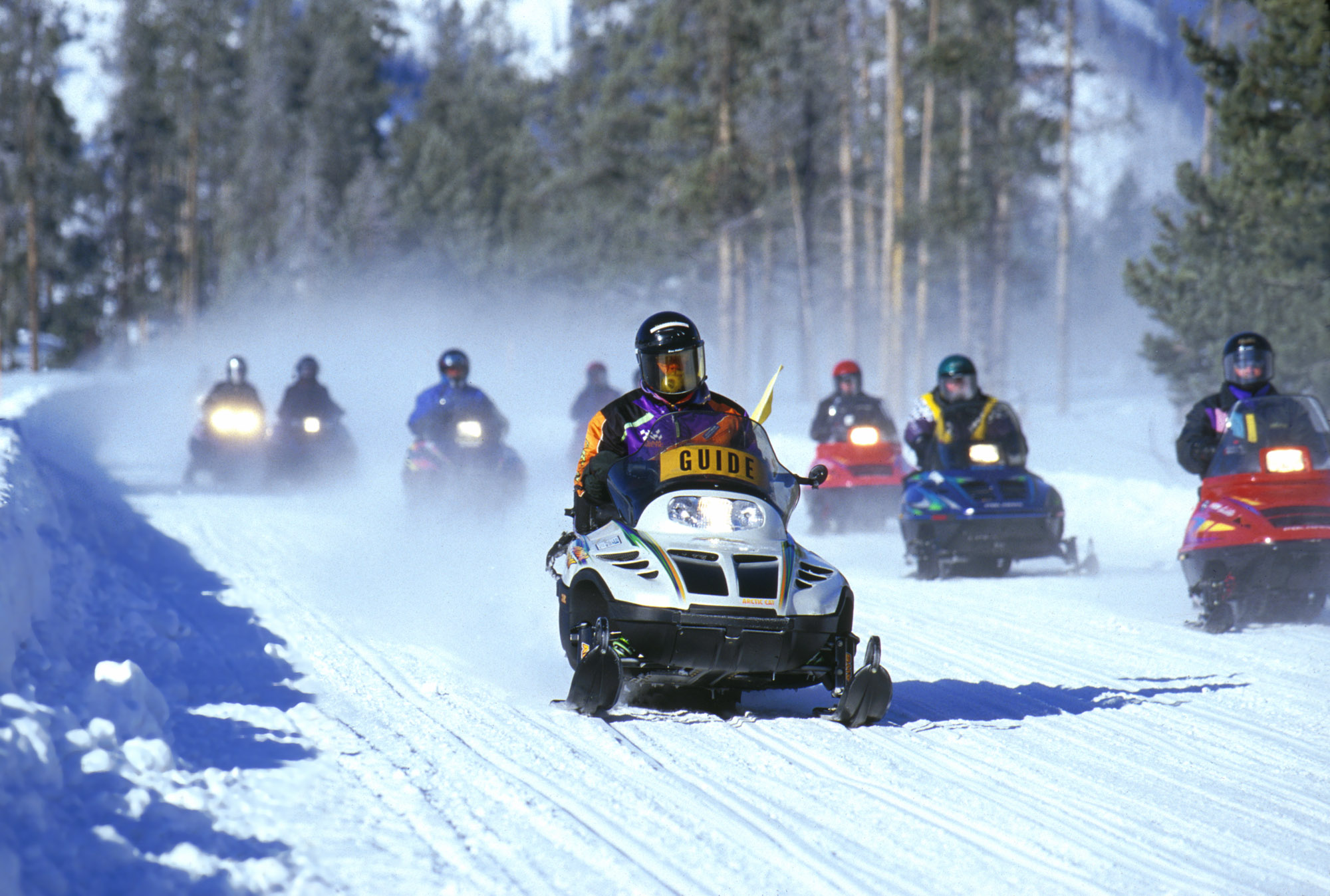
Schneemobilfahren im Yellowstone-Park
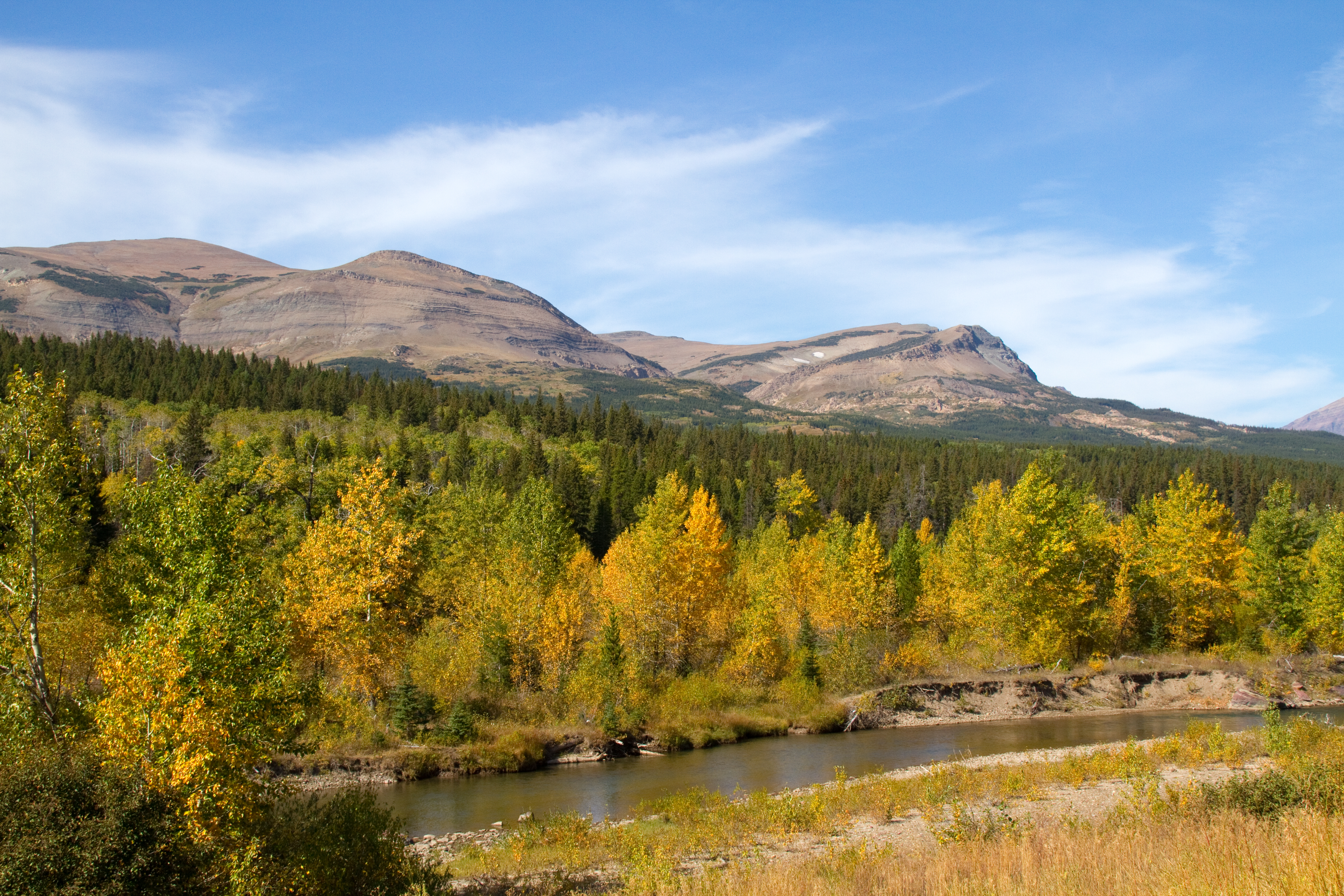
Landschaft im Herbst
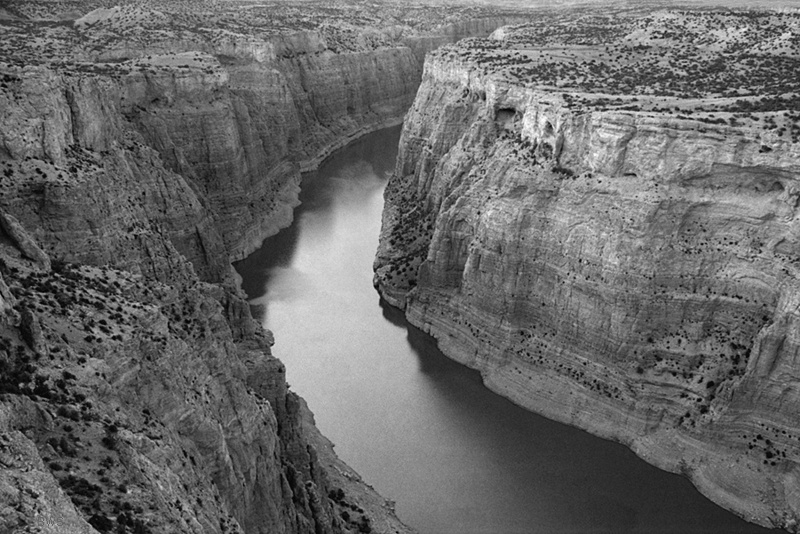
Bighorn Canyon National Recreation Area

## Wirtschaft und Infrastruktur
Das reale Bruttoinlandsprodukt pro Kopf (engl. per capita GDP) – der wichtigste Wohlstandsindikator – lag im Jahre 2016 bei USD 44.118 (nationaler Durchschnitt der 50 US-Bundesstaaten: USD 57.118; nationaler Rangplatz: 43). Die Arbeitslosenrate lag im November 2017 bei 4,0 % (Landesdurchschnitt: 4,1 %).
Montana ist reich an Bodenschätzen und anderen natürlichen Ressourcen. Zu den wichtigsten Rohstoffvorkommen zählen Kupfer, Gold, Silber, Edelsteine, Vermiculit, Talkum, Tonerden, Antimon, Kalkstein, Phosphat, Gips, Steine, Sand und Kies. Allerdings sind viele Minen heute erschöpft. Die Kupfermine von Butte wurde 1983 geschlossen und zog eines der größten Projekte zur Beseitigung von Bergschäden in den USA nach sich. Die Kupferhütte in Anaconda stellte 1980 den Betrieb ein. Viele Arbeitskräfte in Bergbau und Industrie verloren dadurch ihre Arbeitsplätze, Montana wurde tendenziell zur Niedriglohnregion.
Von großer Bedeutung sind heute die Vorkommen an Erdöl, Erdgas und Kohle. So basiert der Großteil der Industrieproduktion auf der Verarbeitung der geförderten Rohstoffe (Erdöl- und Kohleprodukte, Erzverhüttung, chemische Erzeugnisse, Metallprodukte). Die Landwirtschaft ist jedoch der wichtigste Erwerbszweig. Im Nordosten und im Zentrum von Montana werden Weizen, Mais und Gerste angebaut, während im Süden Rinder- und Viehzucht betrieben wird. Auch Wein wird angebaut. Es existieren zahlreiche Kleinbrauereien. Die Forstwirtschaft floriert vor allem im Nordwesten des Landes, wenn sich auch große Teile der Nutzwälder in staatlicher Hand befinden.
Viele Farmen wurden in den letzten Jahrzehnten aufgeteilt und als Ferienimmobilien oder Zweitwohnsitze verkauft. Der Tourismus (mit Golfplätzen, Wintersportmöglichkeiten, Jagd und Fischfang) spielt seit den 1980er Jahren eine wachsende Rolle.

### Verkehr

#### Straßen
Die wichtigsten Straßenverbindungen sind die Interstate 90 und die Interstate 94, die U.S. Routes 2 und 12 sowie der durch Montana in Ost-West-Richtung verlaufende Montana Highway 200, der mit 707 Meilen (oder 1137 km) die längste State Route der USA ist.
Montana war zusammen mit Nevada einer von zwei US-Bundesstaaten, in denen es vor 1974 sowie zwischen 1995 und 1999 keine Geschwindigkeitsbegrenzung auf einigen Highways in dünn besiedelten Gebieten gab.

#### Eisenbahn
1883 wurde die kontinentale Ost-West-Verbindung der Northern Pacific Railroad, die durch Billings führt, fertiggestellt. Die Strecke wird heute von den Güterzügen der BNSF Railway genutzt.

#### Luftverkehr
Ein internationaler Flughafen, Billings Logan International Airport, befindet sich in Billings. Seit 2013 weist jedoch der Bozeman Yellowstone International Airport mehr Verkehrsbewegungen auf, auch wenn er trotz seines Namens nur mit inländischen Zielen verbunden ist.

## Bildung
Die wichtigsten staatlichen Universitäten sind in dem Montana State University System mit Hauptstandort in Bozeman und dem University of Montana System mit Hauptstandort in Missoula zusammengefasst. Weitere Hochschulen sind in der Liste der Universitäten in Montana verzeichnet.

## Militär
Nach dem Bundesstaat ist die Montana-Klasse der US Navy benannt.
Auf dem Territorium Montanas sind 150 nukleare Minuteman-III-Interkontinentalraketen der 341st Missile Wing der US Air Force stationiert, die sich in ständiger Einsatzbereitschaft befinden, ihr Hauptquartier ist die Malmstrom Air Force Base.

## Sonstiges

### Flagge
Die Bundesstaats-Flagge zeigt das Siegel Montanas auf blauem Grund; sie entstand aus einer Truppenfahne, die ursprünglich von Freiwilligenverbänden im Spanisch-Amerikanischen Krieg von 1898 benutzt wurde. Die Flagge in ihrer heutigen Form stammt aus dem Jahr 1905, der Name „Montana“ wurde jedoch erst 1981 hinzugefügt.

### Drehort von Filmen
Die weitläufige, pittoreske und abwechslungsreiche, dabei teils relativ dünn besiedelte Landschaft bildet die Kulisse in zahlreichen Filmen und Western, so z. B. bei der erfolgreichen US-Fernsehserie Yellowstone.

### Offizielle Symbole
Der Wahlspruch Montanas lautet Oro y Plata (spanisch) bzw. Gold and Silver. Montana hat sich zahlreiche offizielle Symbole gegeben, einige davon sind in der folgenden Tabelle aufgeführt:
|               | Symbol                                                                       | Abbildung                       | Annahme als Staatssymbol | Anmerkungen |
| ------------- | ---------------------------------------------------------------------------- | ------------------------------- | ------------------------ | --- |
| Siegel        | Siegel Montanas                                                              | Siegel von Montana              | 1893                     | In sehr ähnlicher Form war das Siegel bereits 1865 als Siegel des Montana-Territoriums angenommen worden. |
| Flagge        | Flagge Montanas                                                              | Flagge von Montana              | 1905                     | Schon 1898 als Truppenfahne von Freiwilligenverbänden aus Montana im Spanisch-Amerikanischen Krieg benutzt. Das Wort „Montana“ oberhalb des Siegels wurde 1981 hinzugefügt. 1985 wurde die Schriftart von „Montana“ festgelegt. |
| Blume         | Bitterwurz Bitterroot Lewisia rediviva                                       | Bitterwurz                      | 1895                     | 1894 wurde eine Kampagne zur Nominierung einer Blume als Staatssymbol durch die Woman’s Christian Temperance Union eine Temperenzlerorganisation von Frauen in Montana angestoßen. Der Hintergedanke der Kampagne war es auch, Frauen in der politischen Organisation und Betätigung zu üben und sie später für den Kampf um das Frauenwahlrecht zu gewinnen. Der Bitterwurz kommt praktisch nur im Westen Montanas vor, wo damals der Großteil der Bevölkerung lebte. |
| Vogel         | Westlicher Lerchenstärling Western Meadowlark Sturnella neglecta             | Westlicher Lerchenstärling      | 1931                     | Der Westliche Lerchenstärling ist ein bodenbrütender Singvogel, der über den ganzen Westen der Vereinigten Staaten verbreitet ist. Der Vogel wurde 1930 durch eine Abstimmung unter Schulkindern zum Staatsvogel Montanas gewählt, was im Folgejahr durch die Legislative Montanas gesetzlich verankert wurde. |
| Baum          | Ponderosa-Kiefer Ponderosa Pine (Pinus ponderosa)                            | Ponderosa-Kiefernzapfen         | 1949                     | |
| Schmuckstein  | Saphir und Achat                                                             | Saphir und Achat                | 1969                     | |
| Gras          | Pseudoroegneria spicata Bluebunch Wheatgrass                                 | Pseudoroegneria spicata         | 1973                     | |
| Fisch         | Cutthroat-Forelle Blackspotted Cutthroat Trout (Oncorhynchus clarkii lewisi) | Cutthroat-Forelle               | 1977                     | |
| Säugetier     | Grizzlybär (Ursus arctos horribilis)                                         | Grizzlybär                      | 1982                     | |
| Fossil        | Hadrosauridae (Entenschnabelsaurier), Maiasaura Duck-billed Dinosaur         | Abguss eines Maiasaurus-Fossils | 1985                     | |
| Schmetterling | Trauermantel Mourning cloak (Nymphalis antiopa)                              | Trauermantel                    | 2001                     | |
| Bodentyp      | Scobey                                                                       | Weizenfelder in Montana         | 2015                     | Seinen Namen hat der Bodentyp Scobey zwar vom gleichnamigen Ort im Nordosten Montanas, jedoch findet sich dieser Bodentyp vor allem im „Goldenen Dreieck“ (Golden Triangle) zwischen den Städten Great Falls, Havre und Conrad. |